# Neusticomys
Neusticomys ist eine im nördlichen Südamerika lebende Nagetiergattung aus der Gruppe der Fischratten innerhalb der Neuweltmäuse. Sie umfasst 5 Arten.
Die Kopfrumpflänge beträgt 10 bis 13 Zentimeter, hinzu kommen 9 bis 11 Zentimeter Schwanz. Das Fell ist weich, es ist bei der Art N. monticolus grauschwarz und bei den übrigen Arten braun gefärbt.
Die Tiere dieser Gattung leben im nördlichen Südamerika, ihr Verbreitungsgebiet reicht von Kolumbien, Ecuador und Peru über Venezuela bis Französisch-Guayana und Nordbrasilien.
Neusticomys hat wesentlich geringere Anpassungen an das amphibische Leben als die anderen Gattungen der Fischratten. Sie leben zwar in der Nähe von Flussläufen und Bächen, zeigen aber einige anatomische Merkmale, die an landbewohnende Mäuse erinnern: Die äußeren Ohren sind gut sichtbar und nicht im Fell verborgen; die Hinterfüße sind nicht verbreitert und nicht mit Schwimmhäuten versehen; zudem ist die Stromlinienform des Körpers weniger ausgeprägt. Dafür zeigen die scharfen Schneidezähne die vollendete Anpassung an die insektenfressende Ernährung.
Folgende fünf Arten werden unterschieden:
- Neusticomys monticolus ist im westlichen Kolumbien und dem nördlichen Ecuador beheimatet.
- Neusticomys mussoi ist nur von einer Stelle im westlichen Venezuela bekannt.
- Neusticomys oyapocki lebt in Französisch-Guayana und Nordostbrasilien.
- Neusticomys peruviensis ist nur von zwei Stellen im östlichen Peru bekannt.
- Neusticomys venezuelae bewohnt das östliche und südliche Venezuela sowie Guyana.

Nur N. monticolus ist eine häufige Art; die anderen vier Arten sind von sehr wenigen Exemplaren bekannte Arten, über die man kaum etwas weiß. Diese vier Arten werden von der IUCN als stark gefährdet (endangered) gelistet.